# James Connor
James Connor, anche Jimmy, (Clayton, 5 maggio 1995), è un tuffatore australiano. Ha rappresentato l'Australia ai Giochi olimpici di Londra 2012 nel concorso dalla piattaforma 10 metri.

## Biografia
È stato convocato in nazionale ai XIX Giochi del Commonwealth di Delhi dove si è piazzato nono nella piattaforma 10 metri.
L'anno seguente si è fatto notare agli Australian Swimming Championships del 2011 dove ha conquistato la medaglia d'oro, nei tuffi dalla piattaforma 10 metri sincro, con il suo compagno Ethan Warren. Nella stessa competizione ha vinto anche un argento, nel trampolino 3 metri sincro, e un bronzo, nel trampolino 3 metri individuale.
Ai Campionati mondiali di nuoto di Kazan' 2015 è arrivato tredicesimo nel concorso della piattaforma 10 metri, primo degli esclusi in semifinale.

## Palmarès
- Giochi del Commonwealth

Gold Coast 2018: argento nel trampolino 1 m.; bronzo nel trampolino 3 m.